# Kosmos 772
Kosmos 772 (em russo:  Космос 772    significando Cosmos 772) foi um teste militar não tripulado da espaçonave Soyuz 7K-S. Foi uma missão mal sucedida.

## Parâmetros da missão
- Nave espacial: Soyuz 7K-S
- Massa: 6750   kg
- Tripulação: Nenhum
- Lançado em 29 de setembro de 1975
- Reentrada: 3 de outubro de 1975, às 4h10 UTC
- Perigeu : 154  km
- Apogeu : 245  km
- Inclinação: 51,8 graus
- Duração: 3,99 dias

## Resumo de manobras
- Órbita de 193   km X 270   km para uma de 195   km X 300   km.  Delta V: 8 m/s.
- órbita de 196   km X 300   km para uma de 196   km X 328   km órbita.  Delta V: 8 m/s.